# Cleanaway
Cleanaway est une entreprise australienne spécialisée dans la gestion des déchets.

## Histoire
Brambles a fait son entrée dans le secteur de la gestion et de l'élimination des déchets en 1970 en rachetant les services australiens de collecte et d'élimination des déchets du groupe Purle,. En 1979, elle a commencé à opérer sous le nom de Cleanaway.
En avril 2021, Cleanaway annonce l'acquisition des activités australienne de Suez pour 1,93 milliard de dollars américain.